# Hogerwal en lagerwal
Hogerwal en lagerwal zijn twee termen uit de zeilsport, die zijn bedoeld om de windrichting ten opzichte van de wal aan te duiden. 
Hogerwal is de wal waar de wind vandaan komt en lagerwal is de wal waar de wind naartoe gaat. Als de wind van noord naar zuid waait, is de noordzijde van een meer de hogerwal en de zuidzijde de lagerwal. 
Ligt een zeilboot tegen de hogerwal, dan is wegvaren eenvoudig. Ligt een boot tegen de lagerwal, dan wordt hij door de wind steeds tegen de wal geblazen en is het moeilijk in de juiste positie te komen om weg te varen. Een zeiler zal dan ook trachten tijdig van koers te veranderen voordat hij aan lagerwal geraakt.
De termen zijn terug te vinden in het spreekwoord Aan lagerwal raken.